# Rabdiophrys
Rabdiophrys este un gen de nucleariide. Conține 19 specii, printre care și specia Rabdiophrys anulifera.